# オレグ・コンスタンチノヴィチ
オレグ・コンスタンチノヴィチ（ロシア語: Олег Константинович、1892年11月27日［ユリウス暦11月15日］ - 1914年10月12日［ユリウス暦9月27日］）は、ロシアの皇族、ロシア公。ロシア大公コンスタンチン・コンスタンチノヴィチと、その妻エリザヴェータ・マヴリキエヴナ妃との間の第五子、四男。ニコライ1世の曾孫。第一次世界大戦でドイツ軍と交戦中に戦死した。

## 生涯
オレグはコンスタンチン大公の子供たちの中では最も利発であり、大公のお気に入りの息子だった。非常に好奇心旺盛で、複雑で奇妙なゲームを考え出して兄弟と遊んでいた。自らも詩人であったコンスタンチン大公は、様々な分野の専門家を呼び寄せては子供たちにいろいろなことを教え込ませていた。高名な考古学者が最近行った探検の話をしたり、建築家がスライドを用意して自分の仕事について子供たちに説明したり、街角から連れてこられた古儀式派の聖歌隊や農民が教会音楽や民謡を子供たちに教え込んだ。オレグは非常に頭が良かったため、父は皇族男子のならいで軍人教育を受けさせるよりも、この息子をアレクサンドル貴族高等中学校のような一流の学校に入れようと決心した。しかしコンスタンチン大公が息子オレグに進ませようとした進路は皇族男子には例のないことであり、一族の反対を受けた。
一説によればオレグはピョートル・ニコラエヴィチ大公の娘で又従妹のナジェジダ・ペトロヴナ公女との結婚を望んでいたが、第一次大戦の勃発により実現せずに終わった。オレグは四人の兄弟と一緒に軍隊に身を投じ、ドイツ軍との交戦中に負傷して、軍医の治療の甲斐なく亡くなった。最期の言葉は「僕はとても幸せだ。帝室の人間も血を流すのを怖れないと知ったら、軍隊は奮起するだろうからね」だった。